# Couleru
La famille des Couleru, nés à Montbéliard, s'illustrèrent dans la fabrication de meubles marquetés dans l'esprit de Boulle. Meubles qui faisaient contraste avec la lourdeur du style germanique représenté dans les meubles et armoires montbéliardaises.
Le plus célèbre est Abraham-Nicolas Couleru (1717-1812). Issu d'une famille de fabricants de rouets dont Montbéliard était un centre de production, il fut formé à Paris et obtint le brevet d'ébéniste du Roi. Son estampille mentionnait : A.N.C. Montbéliard.
Il passa la quasi-totalité de sa carrière dans son pays natal de Montbéliard, mais n'en connut pas moins un grand succès auprès de la bourgeoisie alsacienne, suisse et de l'aristocratie allemande. Il se fit une spécialité des bureaux à pente de style Louis XV, d'une exécution soignée et d'un style original, avec un mélange des influences françaises et allemandes.
Sa longue vie lui permit de transmettre son art à plusieurs descendants : Pierre-Nicolas (1735-1824), Marc-David (1732-1804) et Georges-David (1761-1845).